# برسيرك أند ذا باند أف ذا هوك
برسيرك أند ذا باند أف ذا هوك (بالإنجليزية: Berserk and the Band of the Hawk)‏، (باليابانية: ベルセルク無双) وينطق باليابانية برسيرك موسو (Berserk Musou)، هي لعبة فيديو إلكترونية من نوع مغامرات أكشن وتقطيع وذبح، صدرت في السوق اليابانية سنة 2016م على نظام بلاي ستيشن 3 وبلاي ستيشن فيتا، وفي شهر فبراير 2017م، نزلت لنسختي بلاي ستيشن 4 ومايكروسوفت ويندوز، وهي من دار نشر ياباني تيكمو كوي.